# Lorenzo Danford

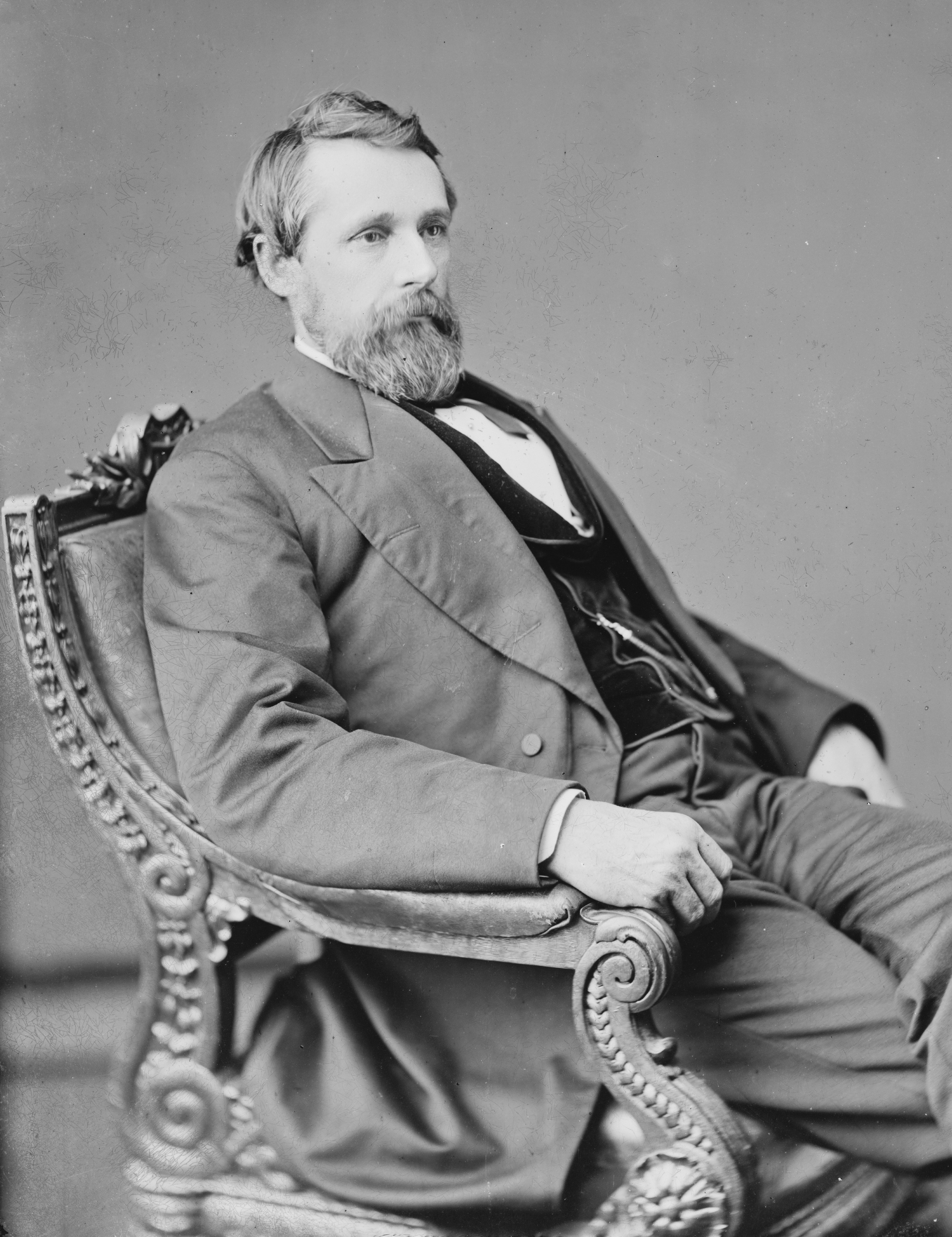
Lorenzo Danford

Lorenzo Danford (* 18. Oktober 1829 in Washington, Ohio; † 19. Juni 1899 in St. Clairsville, Ohio) war ein US-amerikanischer Politiker. Zwischen 1873 und 1879 sowie nochmals von 1895 bis 1899 vertrat er den Bundesstaat Ohio im US-Repräsentantenhaus.

## Werdegang
Lorenzo Danford besuchte die öffentlichen Schulen seiner Heimat und dann zwei Jahre lang eine Schule in Waynesburg (Pennsylvania). Nach einem anschließenden Jurastudium und seiner 1854 erfolgten Zulassung als Rechtsanwalt begann er in St. Clairsville in diesem Beruf zu arbeiten. Politisch war er damals Mitglied der American Party. Bei den Präsidentschaftswahlen des Jahres 1856 war er für diese Partei Wahlmann. Zwischen 1857 und 1861 fungierte er als Staatsanwalt im Belmont County. Zwischen 1861 und 1864 diente er während des Bürgerkrieges im Heer der Union, in dem er bis zum Hauptmann aufstieg. Anschließend setzte er seine Anwaltstätigkeit fort. Politisch war er inzwischen Mitglied der Republikanischen Partei geworden. Im Jahr 1864 war er einer der Wahlmänner bei der Wiederwahl von Präsident Abraham Lincoln.
Bei den Kongresswahlen des Jahres 1872 wurde Danford im 16. Wahlbezirk von Ohio in das US-Repräsentantenhaus in Washington, D.C. gewählt, wo er am 4. März 1873 die Nachfolge von John Bingham antrat. Nach zwei Wiederwahlen konnte er bis zum 3. März 1879 drei Legislaturperioden im Kongress absolvieren. Im Jahr 1878 verzichtete er auf eine weitere Kandidatur.
Nach dem vorläufigen Ende seiner Zeit im US-Repräsentantenhaus praktizierte Danford wieder als Anwalt. Bei den Präsidentschaftswahlen des Jahres 1892 war er erneut republikanischer Wahlmann. 1894 wurde er erneut im 16. Distrikt seines Staates in den Kongress gewählt, wo er am 4. März 1895 Albert J. Pearson ablöste. Nach zwei Wiederwahlen konnte er dieses Mandat bis zu seinem Tod am 19. Juni 1899 ausüben. In diese Zeit fiel der Spanisch-Amerikanische Krieg von 1898. Von 1897 bis zum 3. März 1899 war er Vorsitzender des Einwanderungsausschusses (Committee on Immigration and Naturalization).